# Campyloneurum angustifolium
Campyloneurum angustifolium là một loài thực vật có mạch trong họ Polypodiaceae. Loài này được (Sw.) Fée miêu tả khoa học đầu tiên năm 1852.

## Hình ảnh

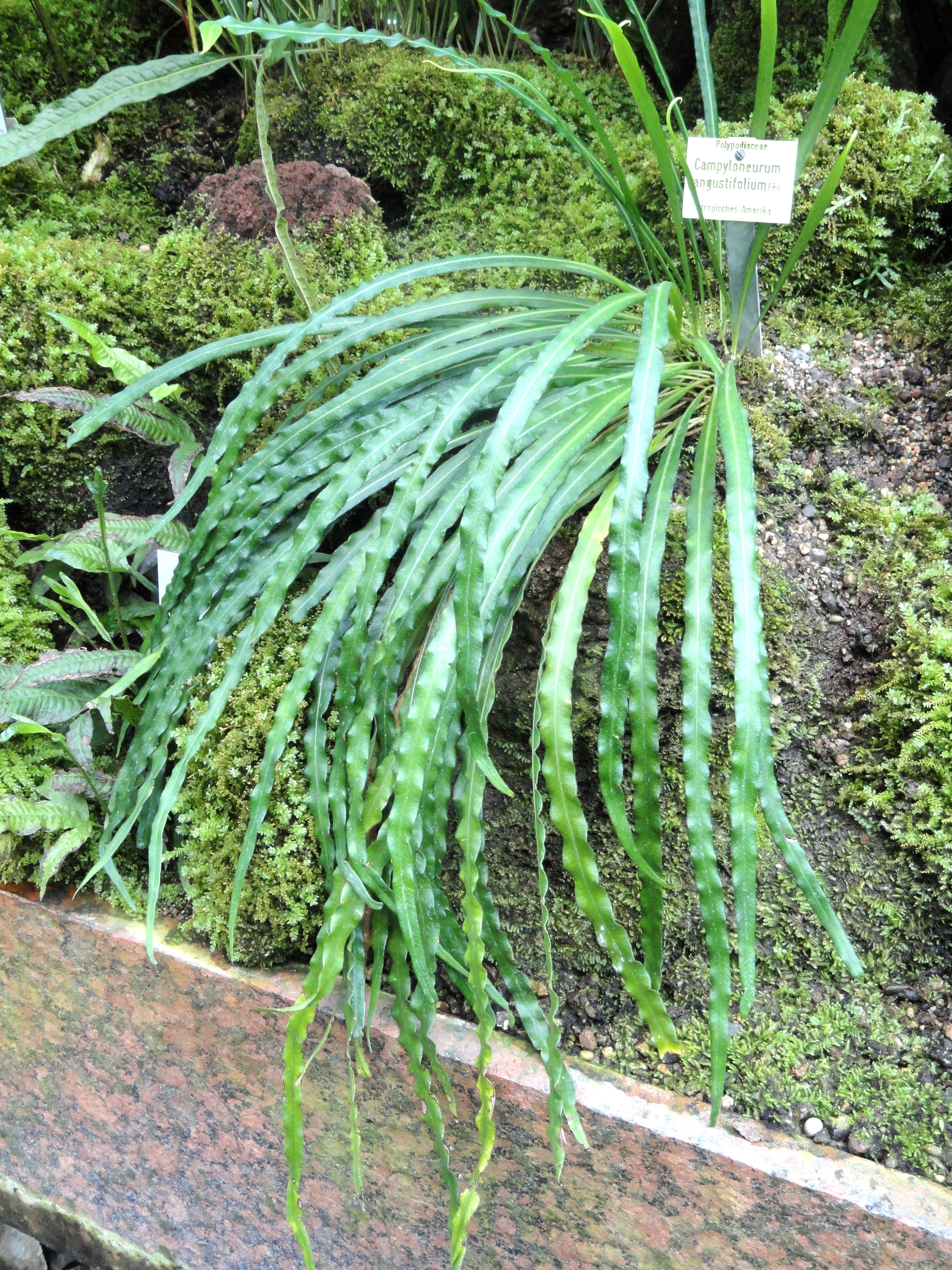
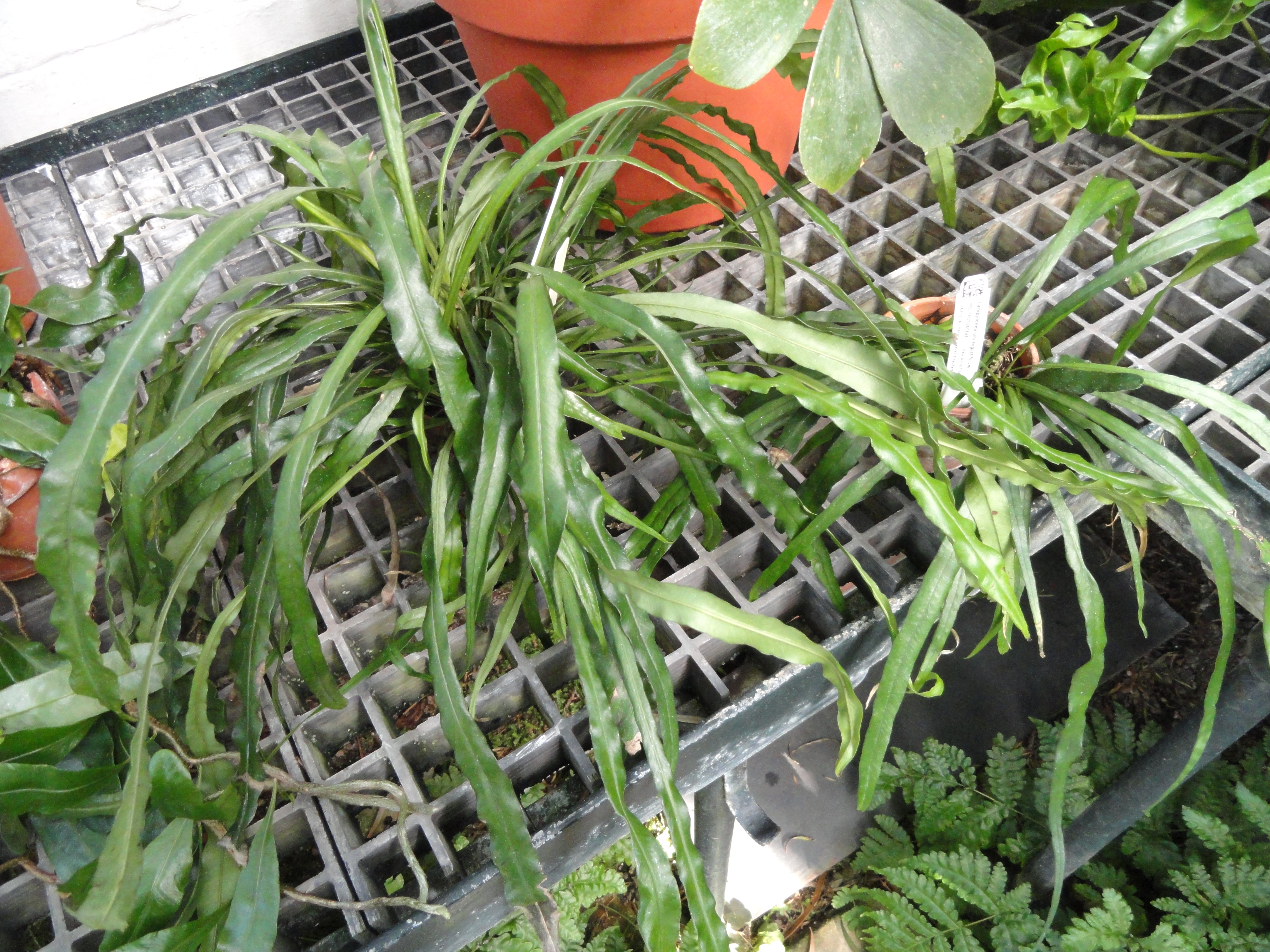